# Maximilian Beyer
Maximilian Beyer (Nordhausen, Turíngia, 28 de desembre de 1993) és un ciclista alemany especialitzat en la pista. Ha guanyat diversos campionats nacionals i una medalla als Campionat del món de Puntuació.

## Palmarès en pista
- 2012
  -  Campió d'Alemanya en Scratch
- 2013
  -  Campió d'Alemanya en Òmnium
  -  Campió d'Alemanya en Scratch
- 2016
  -  Campió d'Alemanya en Persecució per equips (amb Leif Lampater, Lucas Liß i Marco Mathis)

### Resultats a laCopa del Món en pista
- 2014-2015
  - 1r a Cali, en Òmnium

## Palmarès en ruta
- 2014
  - Vencedor d'una etapa al Tour de Berlín
- 2016
  - Vencedor de 2 etapes al Bałtyk-Karkonosze Tour
  - Vencedor d'una etapa a la Dookoła Mazowsza
- 2017
  - Vencedor d'una etapa al Bałtyk-Karkonosze Tour